# Yuji Yokoyama
Yuji Yokoyama (Saitama, 6 juli 1969) is een voormalig Japans voetballer.

## Carrière
Yuji Yokoyama speelde tussen 1992 en 2000 voor Kashiwa Reysol, Avispa Fukuoka en Omiya Ardija.